# Frank Miles
George Francis (Frank) Miles (22 aprile 1852 – 15 luglio 1891) è stato un pittore inglese.

## Biografia
Figlio del reverendo Robert Miles, rettore di Bingham (Nottinghamshire), un fervente Anglo-cattolico con un'alta morale e nipote di Philip John Miles (1773–1845), Frank Miles fu un pittore specializzato in ritratti a pastello di donne dell'altà società. 
Nel 1876 conobbe lo scrittore irlandese Oscar Wilde; tre anni dopo i due trovarono insieme una casa a Londra, al numero 13 di Salisbury Street. I due amici conobbero Lillie Langtry, un'attrice in cerca di successo dell'epoca, ed entrambi si innamorarono di lei cercando di corteggiarla come potevano: Wilde arrivò a farle una serenata mentre Miles le dedicava i suoi ritratti.
Nel frattempo si era sparsa la voce dei gusti sessuali di Oscar Wilde. Indirettamente le maldicenze coinvolsero anche Miles che fu costretto da suo padre a non frequentare più l'amico.
Wilde non poteva pensare che per colpa di altri la sua amicizia potesse finire, così se ne andò affermando che non l'avrebbe più rivisto. Affetto da disturbi mentali, nel 1887 Frank Miles fu ricoverato in manicomio dove morì quattro anni dopo.